# Boston Marathon 1919
De Boston Marathon 1919 werd gelopen op zaterdag 19 april 1919. Het was de 23e editie van deze marathon. De Amerikaan Carl Linder kwam als eerste over de streep in 2:29.13,4.
Evenals in voorgaande jaren was het parcours, ten opzichte van de sinds de Olympische Spelen van 1908 gevestigde opvatting dat de marathon een lengte van 42,195 km hoorde te hebben, te kort. Het was namelijk slechts 38,51 km lang.
In totaal finishten er 15 marathonlopers.

## Uitslag
| rang   | naam            | land | tijd      |
| ------ | --------------- | ---- | --------- |
| Goud   | Carl Linder     | USA  | 2:29.13,4 |
| Zilver | William Wick    | USA  | 2:30.15   |
| Brons  | Otto Laakso     | USA  | 2:31.31   |
| 4      | Frank Gillespie | USA  | 2:36.44   |
| 5      | Mike Lynch      | USA  | 2:36.58   |
| 6      | Arron Morris    | USA  | 2:37.31,2 |
| 7      | Peter Panayotis | GRE  | 2:38.10   |
| 8      | Runar Ohman     | SWE  | 2:41.38,2 |
| 9      | Anastas Sturgis | USA  | 2:51.15   |
| 10     | Henry Kanto     | USA  | 2:51.53   |

1897 ·
1898 ·
1899 ·
1900 ·
1901 ·
1902 ·
1903 ·
1904 ·
1905 ·
1906 ·
1907 ·
1908 ·
1909 ·
1910 ·
1911 ·
1912 ·
1913 ·
1914 ·
1915 ·
1916 ·
1917 ·
1918 ·
1919 ·
1920 ·
1921 ·
1922 ·
1923 ·
1924 ·
1925 ·
1926 ·
1927 ·
1928 ·
1929 ·
1930 ·
1931 ·
1932 ·
1933 ·
1934 ·
1935 ·
1936 ·
1937 ·
1938 ·
1939 ·
1940 ·
1941 ·
1942 ·
1943 ·
1944 ·
1945 ·
1946 ·
1947 ·
1948 ·
1949 ·
1950 ·
1951 ·
1952 ·
1953 ·
1954 ·
1955 ·
1956 ·
1957 ·
1958 ·
1959 ·
1960 ·
1961 ·
1962 ·
1963 ·
1964 ·
1965 ·
1966 ·
1967 ·
1968 ·
1969 ·
1970 ·
1971 ·
1972 ·
1973 ·
1974 ·
1975 ·
1976 ·
1977 ·
1978 ·
1979 ·
1980 ·
1981 ·
1982 ·
1983 ·
1984 ·
1985 ·
1986 ·
1987 ·
1988 ·
1989 ·
1990 ·
1991 ·
1992 ·
1993 ·
1994 ·
1995 ·
1996 ·
1997 ·
1998 ·
1999 ·
2000 ·
2001 ·
2002 ·
2003 ·
2004 ·
2005 ·
2006 ·
2007 ·
2008 ·
2009 ·
2010 ·
2011 ·
2012 ·
2013 ·
2014 ·
2015 ·
2016 ·
2017 ·
2018 ·
2019 ·
2020 ·
2021 ·
2022